# Au Gres
Au Gres é uma cidade localizada no estado americano de Michigan, no Condado de Arenac.

## Demografia
Segundo o censo americano de 2000, a sua população era de 1028 habitantes. 
Em 2006, foi estimada uma população de 970, um decréscimo de 58 (-5.6%).

## Geografia
De acordo com o United States Census Bureau tem uma área de 
6,1 km², dos quais 5,9 km² cobertos por terra e 0,2 km² cobertos por água. Au Gres localiza-se a aproximadamente 186 m acima do nível do mar.

## Localidades na vizinhança
O diagrama seguinte representa as localidades num raio de 24 km ao redor de Au Gres. 